# Gundagai
Gundagai – miasto w Australii, w stanie Nowa Południowa Walia.